# Pohár mistrů evropských zemí 1955/1956
Sezóna 1955/56 byla prvním ročníkem Poháru mistrů evropských zemí. Jejím vítězem se stal španělský klub Real Madrid, který tak vyhrál první z rekordních čtrnácti trofejí v této nejprestižnější klubové soutěži. Nejlepším střelcem se stal jugoslávský útočník celku FK Partizan Miloš Milutinović, který ve čtyřech utkáních vstřelil osm branek.

## 1. kolo
|                 | Výsledek |                   | 1. zápas | Odveta |
| --------------- | -------- | ----------------- | -------- | ------ |
| Sporting CP     | 5:8      | FK Partizan       | 3:3      | 2:5    |
| MTK Budapešť    | 10:4     | RSC Anderlecht    | 6:3      | 4:1    |
| Servette FC     | 0:7      | Real Madrid       | 0:2      | 0:5    |
| Rot-Weiss Essen | 1:5      | Hibernian FC      | 0:4      | 1:1    |
| Djurgårdens IF  | 4:1      | Gwardia Varšava   | 0:0      | 4:1    |
| Aarhus GF       | 2:4      | Stade Reims       | 0:2      | 2:2    |
| SK Rapid Vídeň  | 6:2      | PSV Eindhoven     | 6:1      | 0:1    |
| AC Milán        | 7:5      | 1. FC Saarbrücken | 3:4      | 4:1    |

## Čtvrtfinále
|                | Výsledek |              | 1. zápas | Odveta |
| -------------- | -------- | ------------ | -------- | ------ |
| Djurgårdens IF | 1:4      | Hibernian FC | 1:3      | 0:1    |
| Stade Reims    | 8:6      | MTK Budapešť | 4:2      | 4:4    |
| Real Madrid    | 4:3      | FK Partizan  | 4:0      | 0:3    |
| SK Rapid Vídeň | 3:8      | AC Milán     | 1:1      | 2:7    |

## Semifinále
|             | Výsledek |              | 1. zápas | Odveta |
| ----------- | -------- | ------------ | -------- | ------ |
| Stade Reims | 3:0      | Hibernian FC | 2:0      | 1:0    |
| Real Madrid | 5:4      | AC Milán     | 4:2      | 1:2    |

## Finále
| 13. června 1956 20:30                                                |        |                                                       |                                                                      |
| Real Madrid                                                          | 4 : 3  | Stade Reims                                           | Parc des Princes, Paříž diváci: 38.239 rozhodčí: Arthur Edward Ellis |
| Alfredo Di Stéfano 14' Héctor Rial 30' Marquitos 67' Héctor Rial 79' | Report | 6' Michel Leblond 10' Jean Templin 62' Michel Hidalgo | Parc des Princes, Paříž diváci: 38.239 rozhodčí: Arthur Edward Ellis |

## Střelci
8 gólů
- Miloš Milutinović (FK Partizan)

6 gólů
- Péter Palotás (MTK Budapešť)
- Léon Glovacki (Stade Reims)

5 gólů
- René Bliard (Stade Reims)
- Héctor Rial (Real Madrid)
- Alfredo Di Stéfano (Real Madrid)

4 góly
- Mihály Lantos (MTK Budapešť)
- Gunnar Nordahl (AC Milán)
- Michel Leblond (Stade Reims)

3 góly
- Alfred Körner (Rapid Vídeň)
- Hippolyte Van Den Bosch (Anderlecht)
- John Eriksson (Djurgården)
- Eddie Turnbull (Hibernian FC)
- Juan Alberto Schiaffino (AC Milán)
- Giorgio Dal Monte (AC Milán)
- Joseíto (Real Madrid)

## Vítěz
| Pohár mistrů evropských zemí 1955/56 Real Madrid (1. titul) Juan Alonso, Ángel Atienza, Marquitos, Rafael Lesmes, Miguel Muñoz , José María Zárraga, Joseíto, José Ramón Marsal, Alfredo Di Stéfano, Héctor Rial, Francisco Gento, José Iglesias, Luis Molowny, Miguel Muñoz, Roque Olsen, Heliodoro Castaño Pedrosa Trenér: José Villalonga |